# 물에 꽂은 꽃
〈물에 꽂은 꽃〉(일본어: 水に挿した花 미즈니사시타하나[*])는 일본의 여가수 나카모리 아키나(中森明菜)의 25번째 싱글로 1990년 11월 6일에 발매하였다. (8cmCD: WPDL-4190, CT: WPSL-4190) 작사는 타다노 나츠미(只野菜摘)가, 작곡은 히로타니 쥰코(広谷順子)가, 편곡은 니시히라 아키라(西平彰)가 담당하였고 워너 파이오니어의 레이블로 출시되었다. B사이드곡은 〈Angel Eyes〉(엔젤 아이스)로, 작사는 마츠이 고로(松井五郎)가, 작곡은 우에다 치카(上田知華), 편곡은 다케베 사토시(武部聡志)와 나카무라 사토시(中村哲)가 도맡았다. 그러나 나카모리는 이 곡으로 음악활동을 하지 않았으며 다음 싱글인 〈후타리시즈카〉가 나오기 직전인 1991년 3월 22일에 《뮤직 스테이션》에서 무대를 선보였던 것이 전부이다.
1990년 11월 19일, 오리콘 주간 싱글 차트에 등장하여 1위를 달성하였다. 차트 톱100을 총 28주간 지켰고, 1990년 오리콘 연간 차트 92위, 그 다음해인 1991년 연간 차트에서는 76위를 기록했다. 현재까지 나카모리 아키나가 오리콘 차트에서 1위를 기록한 마지막 곡이기도 하다.

## 수록곡
| #            | 제목                               | 작사          | 작곡          | 편곡                                           | 재생 시간 |
| ------------ | ---------------------------------- | ------------- | ------------- | ---------------------------------------------- | --------- |
| 1.           | 〈〈물에 꽂은 꽃〉(水に挿した花)〉 | 타다노 나츠미 | 히로타니 쥰코 | 니시하라 아키라                                | 4:27      |
| 2.           | 〈〈Angel Eyes〉〉                 | 마츠이 고로   | 우에다 치카   | 다케베 사토시 나카무라 사토시(코러스 어레인지) | 4:31      |
| 총 재생 시간 | 총 재생 시간                       | 총 재생 시간  | 총 재생 시간  | 총 재생 시간                                   | 8:58      |

## 발매 일정
| 버전                      | 일정             | 레이블         | 포맷                              |
| ------------------------- | ---------------- | -------------- | --------------------------------- |
| 〈물에 꽂은 꽃〉          | 1990년 11월 6일  | 워너 뮤직 재팬 | 8cmCD (WPDL-4190), CT (WPSL-4190) |
| 〈물에 꽂은 꽃〉 (재발매) | 1998년 11월 26일 | 워너 뮤직 재팬 | 12cmCD (WPC6-8682)                |
| 〈물에 꽂은 꽃〉 (재발매) | 2008년 11월 12일 | 워너 뮤직 재팬 | 디지털 다운로드                   |